# David Suchet
Sir David Suchet (Paddington, London, Anglia, Egyesült Királyság, 1946. május 2. –) angol színész. 
Legismertebb alakítása Hercule Poirot. John Suchet ismert televíziós hírolvasó testvére. Felesége 1976 óta Sheila Ferris, gyermekeik Robert és Katherine. Suchet-t többek között az ITV által készített Agatha Christie: Poirot (Agatha Christie’s Poirot) filmsorozatból ismerhetjük. Suchet volt az első színész, aki Poirot-t filmen az összes történetében megszemélyesítette. A Brit Birodalom Rendje parancsnoki fokozatának (CBE) birtokosa.  

## Életrajza
Londonban született, Jack és Joan Suchet fiaként. Anyja szintén előadóművész, apja pedig nőgyógyász volt. Korán érdeklődést mutatott a színészet iránt. Tizennyolc évesen lett a National Youth Theatre tagja, majd a London Academy of Music and Dramatic Arton tanult. Pályafutását a Watermill Theatreben kezdte, amelyre így emlékezett vissza: „it fulfils my vision of a perfect theatre” („ilyennek képzelek egy tökéletes színházat”).
1973-ban csatlakozott a Royal Shakespeare Company társulatához. 1980-ban jelent meg először a képernyőn az A Tale of Two Cities című filmben. 1985-ben Blott szerepét játszotta a  Kertész a vártán (Blott on the Landscape) című sorozatban, ugyanabban az évben megkapta a Royal Television Society díját az A Song for Europe-ért. Ugyanekkor a Sólyom és a nepper című kémfilmben szerepelt Timothy Hutton és Sean Penn mellett.
1987-ben kérték fel először Hercule Poirot megszemélyesítésére, akit 1989-től kezdve kisebb-nagyobb megszakításokkal egészen 2013-ig alakított, összesen 70 epizódban. Suchet nagyon akkurátusan készült a szerepre, hogy minél hitelesebb legyen, ez is hozzájárult a sorozat sikeréhez, és ez tette nemzetközileg ismert színésszé. A televíziós Agatha Christie: Poirot-sorozat főszerepéért 1991-ben BAFTA-díjra jelölték. Érdekesség, hogy 1985-ben szerepelt már Poirot-történetben, mikor az akkor készült Tizenhárman vacsorára (vele később Lord Edgware halála) című filmben játszotta Japp főfelügyelőt, Poirot-t pedig Peter Ustinov. Ezt a szerepét amúgy élete legrosszabbjának tartotta, de Ustinov már akkor megjegyezte, hogy jól állna neki Poirot szerepe.
1993-ban kiemelkedő alakítást nyújtott Jack Gold rendező A Lucona-ügy (Der Fall Lucona) című politikai-bűnügyi játékfilmjében, amely Hans Pretterebner osztrák újságíró könyve alapján készült. A történet az 1977-ben nagy botrányt kavart Lucona-bűnügyet dolgozta fel. Suchet a főszereplőt, Rudi Waltzot alakította, akit a valódi bűncselekmény kiagyalójáról, Udo Prokschról mintáztak. Bűntársát Franco Nero, a nyomozó újságírót Jürgen Prochnow alakította.
1994-ben a Variety Club Award a legjobb színész díját adta neki John megformálásáért David Mamet Oleanna című alkotásában a Royal Court Theatre-ben.
Suchet hollywoodi produkciókban is megfordult, szerepelt az 1996-os Tűzparancs című akciófilmben Kurt Russell és Halle Berry mellett, ahol egy terroristavezért alakított, majd az 1998-as Tökéletes gyilkosság című krimiben rendőrnyomozót alakított Michael Douglas és Gwyneth Paltrow oldalán, de felbukkant a 2003-as Apósok akcióban című akcióvígjátékban is, szintén Douglas mellett.
2002-ben újra jelölték a Royal Television Society díjára és a BAFTA-ra Augustus Melmotte szerepéért a The Way We Live Nowban (Így élünk most). Még ebben az évben II. Erzsébet brit királynő a Brit Birodalom Érdemrendjével (OBE) tüntette ki. A következő évben az ITV VIII. Henrik c. kétrészes tévéfilmjében Wolsey kardinálist alakította (további szereplők: VIII. Henrik: Ray Winstone, Boleyn Anna: Helena Bonham Carter).
Ő volt Aslan hangja a Narnia krónikái brit rádióváltozatában.
2008 elején elterjedt a pletyka, hogy a Találkozás a halállal c. epizód után nem forgat több Poirot-filmet. Suchet cáfolta a híreszteléseket. Ugyanebben az évben Emmy-díjat nyert a Maxwell című filmben nyújtott alakításáért, ahol a botrányos életű néhai Robert Maxwell médiatulajdonost személyesítette meg.
A BBC 2008 szeptemberében filmet forgatott a színésszel, melynek keretében a családjának a származását kutatták. A műsor címe: Szerinted honnan jössz? (Who Do You Think You Are?) A műsorból kiderült, hogy a névadó ágon zsidó vallású orosz dédszülei a mai Litvánia területén éltek a 19. század végén. A családnevük eredetileg a héber Shokhet (= mészáros) volt, melyet később dédapja Suchedowitzra, majd nagyapja Suchet-ra változtatott.

## Filmszerepei
Poirot történetei
Suchet 1989-ben kezdte meg forgatni az Agatha Christie: Poirot történetei filmsorozatot. 13 évadon keresztül játszotta a belga detektívet. Munka elismeréseként 2010-ben tiszteletbeli belga lett.

Filmszerepei időrendben
- 1980: Két város története(wd) (A Tale of Two Cities) – John Barsad
- 1982: A misszionárius (The Missionary)
- 1982: A Notre-Dame-i toronyőr (The Hunchback of the Notre Dame)[8]
- 1983: Esőkabát (Trenchcoat)
- 1983: Vörös cár (Red Monarch) … Berija
- 1984: Tarzan, a majmok ura (Greystoke: The Legend of Tarzan, Lord of the Apes)
- 1984: Kettős szerepben (The Little Drummer Girl)
- 1985: Gulag
- 1985: Sólyom és a nepper
- 1985: Vacsora tizenhármasban (Thirteen at Dinner); James Japp főfelügyelő[9]
- 1986: Vasmadarak (Iron Eagle); hadügyminiszter
- 1987: Az Óriásláb és Hendersonék (Harry and the Hendersons)
- 1988: Elválasztott világ (A World Apart)
- 1988: Megölni egy papot (To Kill a Priest); püspök
- 1989-2014: Agatha Christie: Poirot
- 1993: A Lucona-ügy (Der Fall Lucona); Rudi Waltz
- 1996: Mózes (Moses)
- 1996: Tűzparancs (Executive Decision)
- 1996: Halálos utazás (Deadly Voyage)
- 1997: Salamon, a zsidók királya (Solomon); Joáb vezér
- 1998: Tökéletes gyilkosság (A Perfect Murder)
- 1999: Az űrkommandó (Wing Commander)
- 2001: Gyilkos ösztön (Murder in Mind) (tévésorozat)
- 2001-től: Viktória és Albert (Victoria & Albert) (tévéfilm)
- 2001: Így élünk most (The Way We Live Now) (tévésorozat)
- 2002: Élőben Bagdadból (Live from Baghdad) (tévéfilm)
- 2003: Apósok akcióban (The In-Laws)
- 2003: Tuti terv (Foolproof)
- 2003: VIII. Henrik (Henry VIII) (tévésorozat)
- 2007: Árvíz (Flood)
- 2008: Banki meló (The Bank Job) (tévéfilm)
- 2009: Diverted („Elterelve”) (tévéfilm)
- 2010: A postamester (Going postal)

## Magyarul megjelent művei
- Poirot és én; közrem. Geoffrey Wansell, ford. Márton Róza Krisztina; Kanári Könyvek–Akadémiai, Bp., 2014 ISBN 9789630595223